# Kościół św. Alberta Wielkiego w Rzymie
Kościół św. Alberta Wielkiego w Rzymie (wł. Chiesa di Sant'Alberto Magno) – rzymskokatolicki kościół tytularny w Rzymie.
Świątynia ta jest kościołem parafialnym oraz kościołem tytularnym.

## Lokalizacja
Kościół znajduje się w II. zonie Rzymu – Castel Giubileo (Z II) przy Via delle Vigne Nuove 653.

## Patron
Patronem świątyni jest św. Albert Wielki – biskup Ratyzbony, Doktor Kościoła żyjący w XIII wieku.

## Historia
Parafia św. Alberta Wielkiego została powołana 1983 roku. Kościół zbudowano według projektu Sandro Benedetti w latach 1988-1991.

## Architektura i sztuka
Plan kościoła jest nietypowy, oparty na nieregularnym symetrycznym sześciokącie.

## Kardynałowie prezbiterzy
Kościół św. Alberta Wielkiego jest jednym z kościołów tytularnych nadawanych kardynałom-prezbiterom (Titulus Sancti Alberti Magni). Tytuł ten ustanowił papież Franciszek 19 listopada 2016 roku.
- Anthony Soter Fernandez (2016–2020)
- Virgilio do Carmo da Silva SDB (od 2022)